# De kikkerkoning

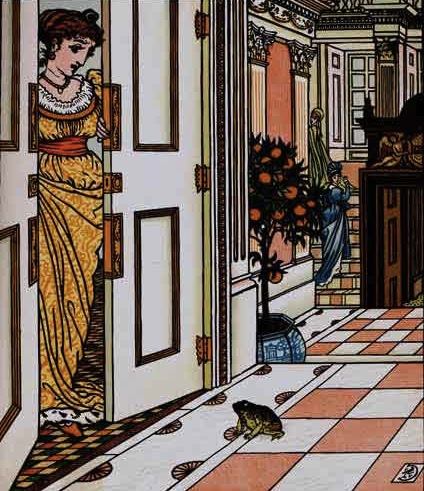
De kikker vraagt of hij het kasteel mag binnen gaan, Walter Crane (1874)

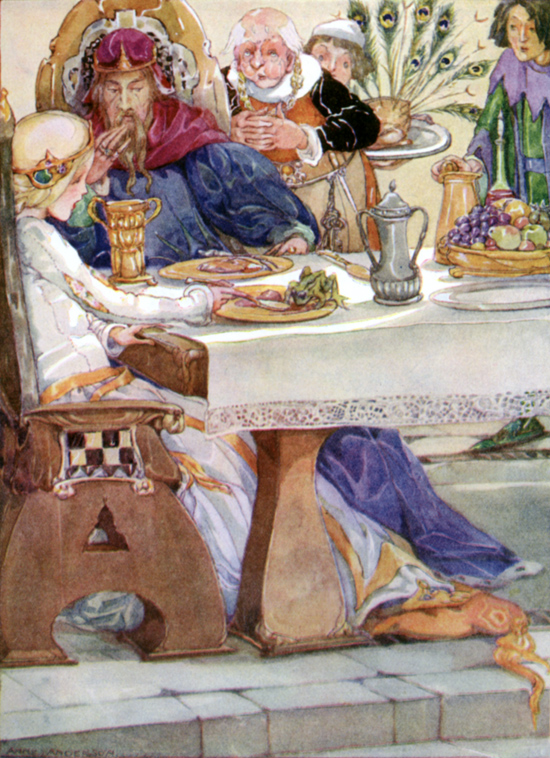
De kikker eet van het bordje

Een postzegel uit 1966

Een postzegel uit 1966

Een postzegel uit 1966

Een postzegel uit 1966

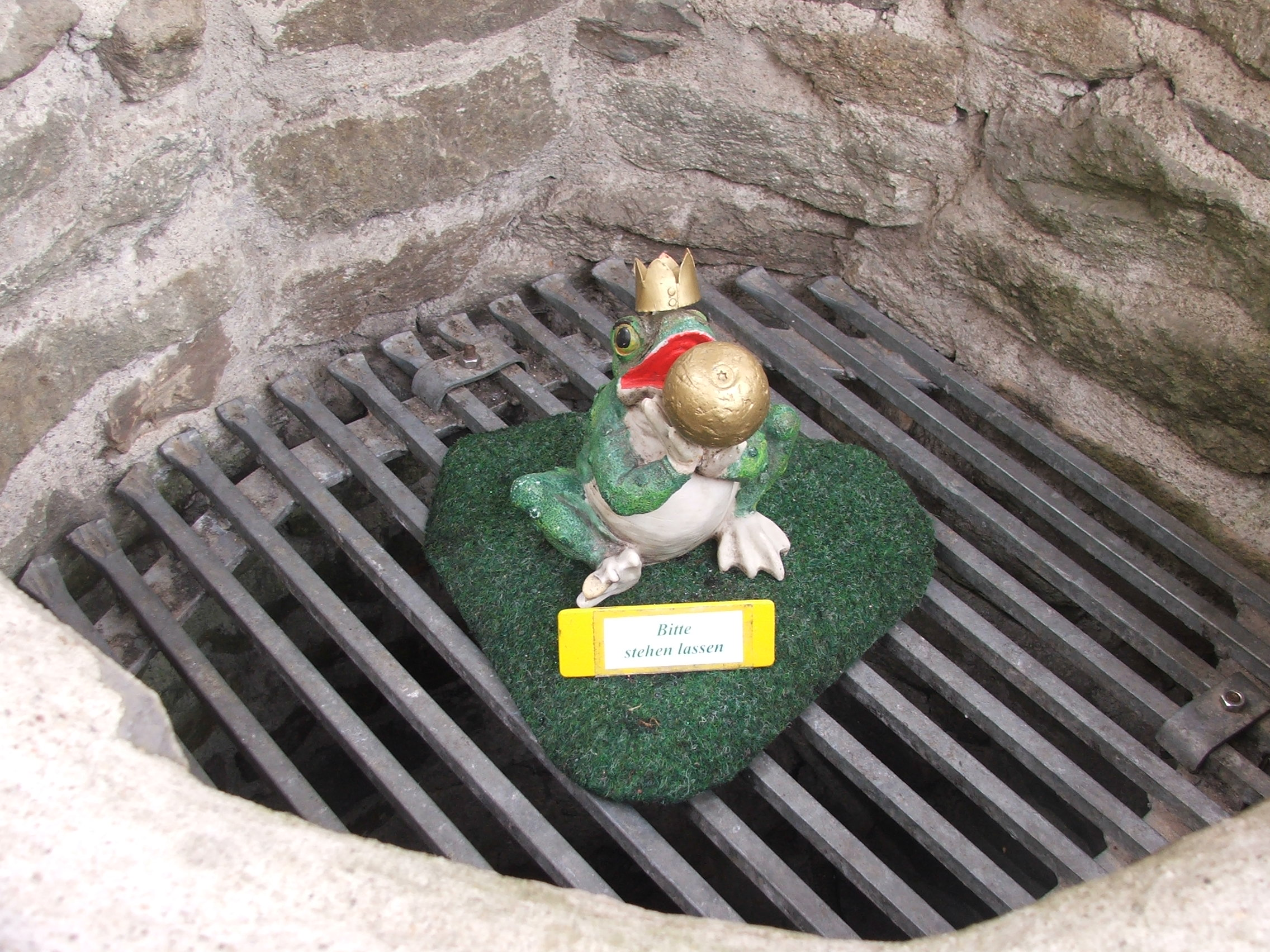
De kikkerkoning in een put, Burg Bilstein

De kikkerkoning is een sprookje dat werd verzameld door de gebroeders Grimm in Kinder- und Hausmärchen. De eigenlijke naam is De kikkerkoning of de IJzeren Hendrik of in het Duits Der Froschkönig oder der eiserne Heinrich.
De gebroeders vonden dit zo'n belangrijk sprookje dat ze het op nummer 1 zetten in hun verzameling, het staat dan ook bekend als KHM1.

## Het verhaal
Een prinsesje gaat als het warm is vaak spelen bij de koele bron onder de oude lindeboom in het donkere bos bij het kasteel. Ze heeft een gouden bal die ze bij het spelen omhoog gooit en weer opvangt.
Op een dag valt de gouden bal in de diepe bron. Een kikker hoort haar huilen om het verlies van de bal en is bereid hem eruit te halen. Hij wil geen goud of sieraden als beloning, maar de vriendschap van de prinses.

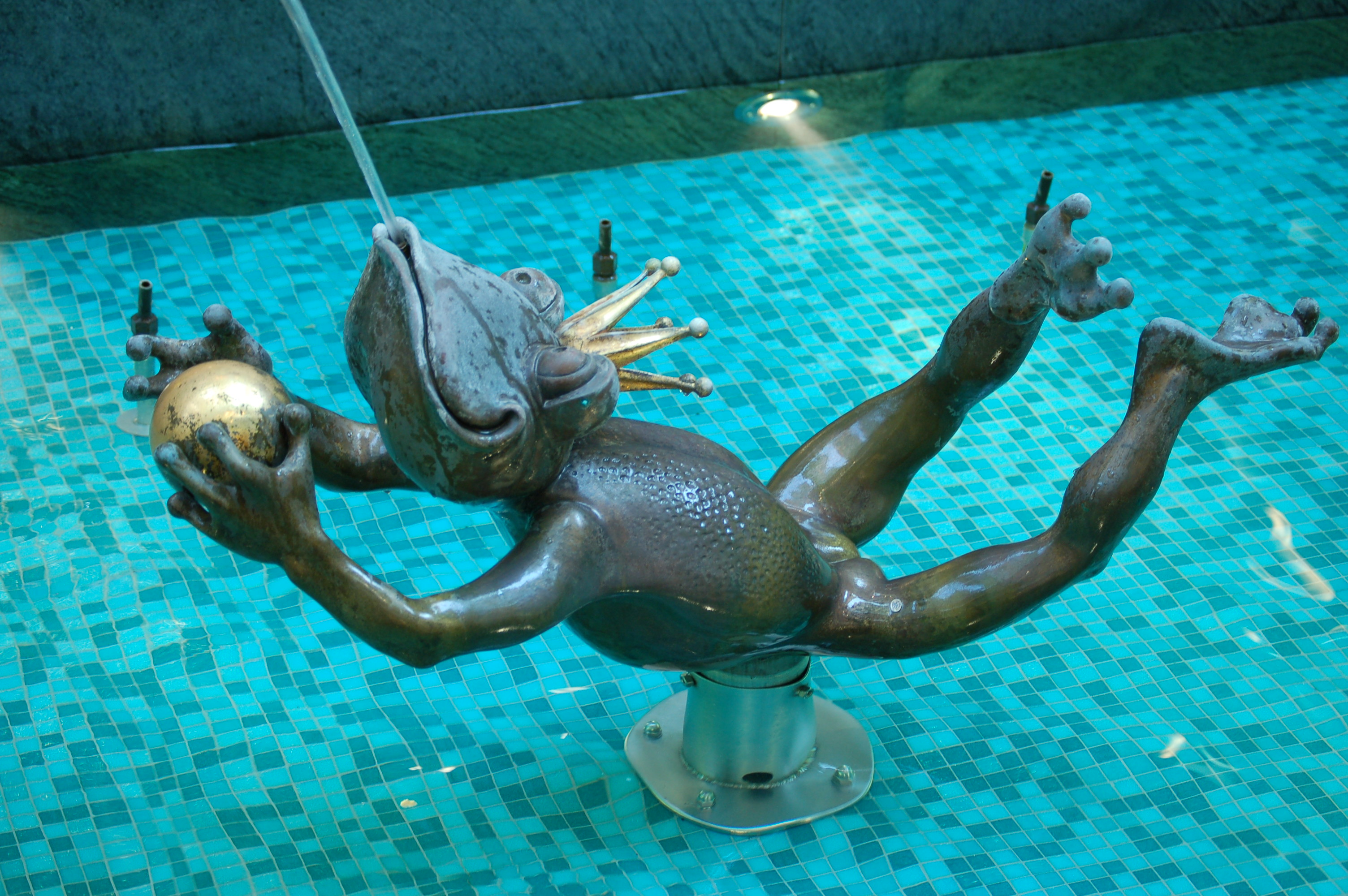
De kikker met de gouden bal uit de bron, een beeldje met een scène uit de kikkerkoning

Als ze belooft de kikker naast haar aan tafel en in bed te laten, pakt hij de bal. De prinses rent echter met haar bal naar huis zonder de kikker mee te nemen.
De volgende dag klopt de kikker aan bij het kasteel. Eerst wil ze de kikker niet binnenlaten, maar haar vader vindt dat ze de belofte moet inlossen. Ze eet met tegenzin samen met de kikker van haar gouden bordje en haar vader dwingt haar de kikker mee te nemen naar haar slaapkamer.
De kikker verandert na een kus, Als de kikker de wang raakt, valt hij recht in het bed als een mooie jonge prins. De prinses gaan dan meteen bij hem in bed liggen. in de oorspronkelijke versie als ze hem tegen de muur smijt, ten slotte in een prins op wie ze verliefd wordt. Een heks had hem veranderd in een kikker en alleen de prinses kon hem bevrijden uit de bron. De volgende dag arriveert een koets, getrokken door acht witte paarden met witte struisveren op hun hoofd. De prins neemt zijn prinses mee naar zijn rijk.
Tijdens de rit horen ze harde knallen. De koetsier is trouwe Hendrik, de knecht van de prins van voor zijn betovering. Hij heeft jarenlang drie ijzeren banden over zijn hart gedragen, om te voorkomen dat het van verdriet zou breken. Uit vreugde voor het verbreken van de betovering en het zien van de gelukkige prins springen deze banden kapot.

## Achtergronden
- Het verhaal uit Kinder- und Hausmärchen komt uit Hessen, zie ook de versie uit Paderborn.
- Er was in het tweede deel van de eerste druk van Kinder- und Hausmärchen uit 1815 nog een sprookje, Der Froschprinz. Dit sprookje is in latere drukken komen te vervallen.
- Er zijn vele versies van dit sprookje, in een van deze versies is de koning ziek. Hij wil water uit de heldere (geneeskrachtige) bron, maar zijn twee oudste dochters krijgen dit niet omdat ze geen vriendschap willen sluiten met de kikker. De jongste dochter doet dit wel.
- Het sprookje heeft veel overeenkomsten met het Schotse The Well of the World's End (opgetekend door Joseph Jacobs in English Fairy Tales) en The Tale of the Queen Who Sought a Drink From a Certain Well (opgetekend door John Francis Campbell in Popular Tales of the West Highlands).
- Ook in de Griekse mythologie is er een vergelijkbaar betoverd meer.
- Er is ook het sprookje The Frog Princess.
- Het sprookje wordt gezien als seksuele inwijding of ook wel overgangsritueel van jonge meisjes.
- De diepe koele bron wordt gezien als de wereld van het onbekende, of de mannelijke lust - nog onbekend voor een maagd. Zij zoekt de bron echter zelf op als het warm is.
- De gouden bal kan gezien worden als het symbool voor de zon, of wijsheid. De zon staat vaak symbool voor de man, en de maan voor de vrouw.
- De kikker leeft in water en op land en kan gezien worden als Waterman die thuis is in twee werelden. Hij wordt ook oude watertrappelaar genoemd.
- Het sprookje bevat veel tegenstellingen, egoïsme en onzelfzuchtigheid, verlangen naar rijkdom en macht of echte vriendschap, warm en koud, mannelijk en vrouwelijk, oud en jong, mooi en lelijk.
- De prinses wordt (in deze versie) door de koning gedwongen de kikker binnen te laten, ze wil dit eigenlijk niet en er is een gedaanteverwisseling nodig om verliefd op de prins te worden. In andere versies laat de jongste prinses, in tegenstelling tot haar oudere zusters, zelf de kikker haar wereld binnen. In de meeste sprookjes wordt een prinses juist tegengewerkt haar prins te ontmoeten, zoals Doornroosje (KHM50) en Sneeuwwitje (KHM53). In Raponsje (KHM12) kan de prinses in het geheim haar prins ontvangen.
- De lindeboom was een belangrijke boom, de Kelten en de Germanen zagen het als heilige boom - het was de woonplaats van Freya (de godin van vruchtbaarheid). Huwelijken werden bijvoorbeeld gesloten onder de linde. Ook andere bomen, heuvels, bronnen, waterputten, meren en rivieren waren belangrijke cultusplaatsen, denk hierbij ook aan de sprookjesachtige put van Vrouw Holle (KHM24). Zie ook boomheiligdom en heiligdom.
- Ook witte paarden werden als heilig gezien. Denk hierbij ook aan Sleipnir, het mythologische vliegende paard met acht benen. Sleipnir wordt omschreven als vliegend paard (Noordse mythologie, het heeft veel overeenkomsten met de gevleugelde Pegasus uit de Griekse mythologie). Een vergelijking met de acht witte paarden met struisveren is niet ver (zie ook: Wilde Jacht).
- Een ware prins die geen rijkdom, maar vriendschap wil komt vaker voor in sprookjes. Bijvoorbeeld in Assepoester (KHM21), De zingende springende leeuwerik (KHM88) en IJzeren Hans (KHM136).
- Een mens omgetoverd als dier komt voor in bijvoorbeeld De twaalf broeders (KHM9), Broertje en zusje (KHM11), De drie mannetjes in het bos (KHM13), De drie veren (KHM63), De gauwdief en zijn meester (KHM93), De groente-ezel KHM122, De ijzeren kachel (KHM127), Het lammetje en het visje (KHM141), Sneeuwwitje en Rozerood (KHM161), Het boshuis (KHM169) en De kristallen bol (KHM197).
- De bruidegom als dier komt voor in De zingende springende leeuwerik (KHM88), Hans mijn egel (KHM188), De oude vrouw in het bos (KHM123) en Het ezeltje (KHM144).
- In de folklore moest een kikker tegen de muur worden gegooid om te veranderen van gedaante. De Metamorphosen behandelden al vele gedaanteverwisselingen. Ook in sprookjes is het, samen met vermommingen en maskers, een vaak gebruikt onderwerp zoals de wolf als grootmoeder in Roodkapje (KHM26).
- Er zijn giftige kikkers en padden, soms is huidcontact (zoals een zoen) al genoeg om hevige hallucinaties te krijgen (het kan ook dodelijk zijn).
- Het verhaal is nog vele malen gebruikt en verschijnt nog altijd in sprookjesboeken, al dan niet op elementen aangepast, en de thema's komen ook veelvuldig voor in moderne literatuur en films (soms in andere gedaanten). Denk hierbij aan verhalen als The Paddo
- Ook in Doornroosje (KHM50) komt een kikker voor. Ook spelen kikkers een rol in De drie talen (KHM33).

## Versie uit Paderborn
De verloste prins geeft in deze versie zijn prinses bij zijn afscheid een doek met zijn naam geschreven in rood, wat zwart zal veranderen als hij haar ontrouw is.
Er ligt inderdaad een andere vrouw op de loer. Zijn valse bruid verraadt zich als ze met haar dames vlucht zoals mannen doen, als ze moeten rennen over uitgestrooide erwten.
Bij de als koetsier vermomde ware bruid knappen later de ijzeren banden, tijdens een rit met de prins.
- De gebroeders Grimm schatten dit verhaal als zeer oud, en verwezen ook naar Froschmeuseler uit 1595 en een sprookje van John Leyden, over een wolf bij een bron.
- Vergelijk deze versie ook met het verhaal van de sterfelijke Deianeira uit de Griekse mythologie, Nessus (een centaur) bracht mensen naar de overkant van de rivier en begeerde Deianeira. Ze wees de centaur echter af en riep later groot onheil over haarzelf en haar gezin door een hemd, gedrenkt in het bloed van Nessus, aan haar man Herakles te geven wanneer ze ontdekt dat hij haar ontrouw is geweest.
- Vergelijk ook De twaalf jagers (KHM67) en De prinses op de erwt.

## Films en varia
- In de film The Swan Princess uit 1994 is een kikker (Jean-Bob) aanwezig, die denkt dat hij een prins is.
- In 2004 kwam de film Shrek 2 uit. Hierin is het personage Koning Harold de kikkerkoning en Koningin Lillian de prinses uit dit sprookje die de betovering verbrak. Zij regeren over het koninkrijk Far Far Away.
- Disney bracht in 2009 de film The Princess and the Frog uit.
- In attractie park de Efteling staat in het sprookjesbos al sinds het begin (1952) een fontein samen met de gouden bal en in 2012 werd de jubileumshow Aquanura geopend met als hoofdthema de kikkerkoning.